# مترو دلهي
Metro map

تطور مترو دلهي 2003 إلى 2018

مترو دلهي هو نظام عبور سريع يخدم مدينة دلهي والمدن التابعة لها في غازي آباد وفريد آباد وجورجاون ونويدا وباهادورجاره وبالابجاره، في منطقة العاصمة الوطنية في الهند. إنه إلى حد بعيد أكبر مترو وأكثر ازدحامًا في الهند، وثاني أقدم مترو بعد مترو كولكاتا. تتكون الشبكة من عشرة خطوط ملونة تخدم 253 محطة بطول إجمالي يبلغ 348 كيلومترًا (216 ميل) [285 محطة بطول إجمالي يبلغ 389 كيلومترًا (242 ميل) بما في ذلك مترو جورجاون ومترو نويدا]. يحتوي النظام على مزيج من المحطات تحت الأرض، وعلى مستوى الصف، والمرتفعة باستخدام كل من المقياس العريض ومعيار سكة الحديد القياسية. يشغل مترو دلهي أكثر من 2700 رحلة يوميًا، بدءًا من حوالي الساعة 05:00 وتنتهي في الساعة 23:30.
بدأ البناء في عام 1998، وافتتح أول قسم مرتفع (شهدارا إلى تيس هازاري) على الخط الأحمر في 25 ديسمبر 2002. تم افتتاح أول قسم تحت الأرض (فيشوا فيديالايا - بوابة كشمير) على الخط الأصفر في 20 ديسمبر 2004. تم تقسيم تطوير الشبكة إلى مراحل. تم الانتهاء من المرحلة الأولى مع 3 خطوط بحلول عام 2006، والمرحلة الثانية في عام 2011. اعتبارًا من مارس 2020، كانت المرحلة الثالثة في مرحلة الانتهاء ومن المقرر أن تكتمل في الغالب بحلول نهاية العام. بدأ البناء في المرحلة الرابعة رسميًا في 30 ديسمبر 2019.
قامت شركة مترو دلهي للسكك الحديدية المحدودة، وهي شركة تتمتع بمشاركة متساوية من حكومة الهند حكومة دلهيببناء وتشغيل مترو دلهي. تم اعتماد شركة مترو دلهي للسكك الحديدية من قبل الأمم المتحدة في عام 2011 كأول نظام قائم على السكك الحديدية والمترو في العالم للحصول على أرصدة الكربون لتقليل انبعاثات غازات الاحتباس الحراري، وتقليل مستويات انبعاثات الكربون في المدينة بمقدار 630.000 طن كل عام.
يتقاطع مترو دلهي أيضًا مع رابيد مترو جوروغرام (مع نظام تذاكر مشترك) ومترو نويدا.

## تاريخ

### خلفية
ظهر مفهوم النقل الجماعي السريع لنيودلهي لأول مرة من دراسة خصائص حركة المرور والسفر التي أجريت في المدينة في عام 1969. على مدى السنوات العديدة التالية، تم تكليف العديد من اللجان الرسمية من قبل مجموعة متنوعة من الدوائر الحكومية لفحص القضايا المتعلقة بالتكنولوجيا، ومواءمة الطرق، والاختصاص الحكومي. في عام 1984، توصلت لجنة الفنون الحضرية إلى اقتراح لتطوير نظام نقل متعدد الوسائط، والذي سيتألف من بناء ثلاثة ممرات عبور جماعي سريع تحت الأرض بالإضافة إلى زيادة شبكات السكك الحديدية وشبكات النقل البري الموجودة في المدينة.
في الوقت الذي كانت فيه الدراسات الفنية المكثفة وجمع التمويل للمشروع قيد التنفيذ، توسعت المدينة بشكل كبير مما أدى إلى زيادة عدد السكان بمقدار ضعفين وارتفاع عدد المركبات بمقدار خمسة أضعاف بين عامي 1981 و1998. ونتيجة لذلك، ارتفع الازدحام المروري والتلوث، حيث لجأ عدد متزايد من الركاب إلى المركبات الخاصة مع عدم قدرة نظام الحافلات الحالي على تحمل الحمولة. أدت محاولة خصخصة نظام نقل الحافلات في عام 1992 إلى تفاقم المشكلة مع مشغلين عديمي الخبرة يقودون حافلات سيئة الصيانة وصاخبة وملوثة للطرق الطويلة، مما أدى إلى فترات انتظار طويلة، وخدمة غير موثوقة، واكتظاظ شديد، وسائقين غير مؤهلين، وسرعة وتهور في القيادة حتى أدى إلى وقوع حوادث طرق. لتصحيح الوضع، أنشأت حكومة الهند وحكومة دلهي بشكل مشترك شركة تسمى شركة مترو دلهي للسكك الحديدية في 3 مايو 1995، مع إلاتوفالابل سريدهاران كمدير إداري. قام سريدهاران بتسليم المسؤولية بصفته المدير العام لمركز شركة مترو دلهي للسكك الحديدية إلى مانغو سينغ في 31 ديسمبر 2011.

### البناء الأولي
بدأت أعمال البناء المادي في مترو دلهي في 1 أكتوبر 1998. بعد المشاكل السابقة التي عانى منها مترو كولكاتا، والتي تأخرت بشدة و12 ضعفًا عن الميزانية بسبب «التدخل السياسي والمشاكل الفنية والتأخيرات البيروقراطية»، تعد شركة مترو دلهي للسكك الحديدية منظمة ذات أغراض خاصة تتمتع باستقلالية وصلاحيات كبيرة لتنفيذ هذا المشروع العملاق تنطوي على العديد من التعقيدات التقنية، في ظل بيئة حضرية صعبة وضمن إطار زمني محدود للغاية. تم منح شركة مترو دلهي للسكك الحديدية الصلاحيات الكاملة لتوظيف الأشخاص واتخاذ قرار بشأن المناقصات والتحكم في الأموال. ثم استأجرت شركة مترو دلهي للسكك الحديدية شركة هونج كونج MTRC كمستشار تقني لعمليات النقل السريع وتقنيات البناء. نتيجة لذلك، استمر البناء بسلاسة، باستثناء خلاف رئيسي واحد في عام 2000، حيث أجبرت وزارة السكك الحديدية النظام على استخدام مقياس واسع على الرغم من تفضيل شركة مترو دلهي للسكك الحديدية للمقياس القياسي.
تم افتتاح الخط الأول من مترو دلهي، الخط الأحمر، من قبل أتال بيهاري فاجبايي، رئيس وزراء الهند آنذاك في 24 ديسمبر 2002. أصبح مترو دلهي ثاني نظام نقل سريع تحت الأرض في الهند، بعد مترو كولكاتا، عندما تم افتتاح قسم فيشوا فيديالايا - بوابة كشمير من الخط الأصفر في 20 ديسمبر 2004. تم افتتاح هذا الخط تحت الأرض من قبل رئيس الوزراء آنذاك مانموهان سينغ. اكتملت المرحلة الأولى من المشروع في نهاية المطاف في عام 2006، بميزانية محدودة وقبل ثلاث سنوات تقريبًا من الموعد المحدد، وهو إنجاز وصفته بيزنس ويك بأنه «ليس أقل من معجزة».
| شبكة المرحلة الأولى | شبكة المرحلة الأولى | شبكة المرحلة الأولى | شبكة المرحلة الأولى | شبكة المرحلة الأولى | شبكة المرحلة الأولى      | شبكة المرحلة الأولى |
| الرقم               | اسم الخط            | المحطات             | الطول (كم)          | محطات               | محطات                    | موعد الافتتاح       |
| ------------------- | ------------------- | ------------------- | ------------------- | ------------------- | ------------------------ | ------------------- |
| 1                   | الخط الأحمر         | 6                   | 8.3                 | شهدارا              | من الهزاري               | 25 ديسمبر 2002      |
| 1                   | الخط الأحمر         | 4                   | 4.1                 | من الهزاري          | تريناغار (الآن إنديرلوك) | 3 أكتوبر 2003       |
| 1                   | الخط الأحمر         | 8                   | 8.9                 | إنديرلوك            | ريثالا                   | 31 مارس 2004        |
| 2                   | الخط الأصفر         | 4                   | 4.0                 | جامعة               | بوابة كشمير              | 20 ديسمبر 2004      |
| 2                   | الخط الأصفر         | 6                   | 6.84                | بوابة كشمير         | الأمانة المركزية         | 3 يوليو 2005        |
| 3                   | خط أزرق             | 22                  | 22.9                | دواركا              | طريق باراخامبا           | 31 ديسمبر 2005      |
| 3                   | خط أزرق             | 6                   | 6.5                 | دواركا              | قطاع دواركا 9            | 1 ابريل 2006        |
| 3                   | خط أزرق             | 3                   | 2.8                 | طريق باراخامبا      | إندرابراستا              | 11 نوفمبر 2006      |
| مجموع               |                     | 59                  | 65.0                |                     |                          |                     |

### المرحلة الأولى
تم بناء ما مجموعه 65 كيلومترًا (40 ميلًا) من الشبكة الطويلة مع 59 محطة والطرق الثلاثة التالية (الأجزاء الأولية من الخطوط الحمراء والأصفر والأزرق) ضمن حدود ولاية دلهي، وبدأت المحطات تدريجيًا في الفتح من 25 ديسمبر 2002 إلى 11 تشرين الثاني (نوفمبر) 2006.

### المرحلة الثانية
ما مجموعه 124.90 كيلومترًا (77.61 ميلًا) شبكة طويلة مع 86 محطة وتم بناء 10 مسارات جديدة وملحقات، منها سبعة طرق هي امتداد لشبكة المرحلة الأولى، وثلاثة خطوط جديدة مرمزة وثلاثة مسارات متصلة إلى مدن أخرى (الخط الأصفر إلى جورجاون، والخط
| شبكة المرحلة الثانية | شبكة المرحلة الثانية | شبكة المرحلة الثانية | شبكة المرحلة الثانية | شبكة المرحلة الثانية         | شبكة المرحلة الثانية         | شبكة المرحلة الثانية |
| الرقم                | اسم الخط             | المحطات              | الطول (كم)           | محطات                        | محطات                        | موعد الافتتاح        |
| -------------------- | -------------------- | -------------------- | -------------------- | ---------------------------- | ---------------------------- | -------------------- |
| 1                    | الخط الأحمر          | 3                    | 3.09                 | شهدارا                       | حديقة دلشاد                  | 4 يونيو 2008         |
| 2                    | الخط الأصفر          | 5                    | 6.36                 | فيشوا فيديالايا              | جهانجيربوري                  | 4 فبراير 2009        |
| 2                    | الخط الأصفر          | 9                    | 14.5                 | الهدى سيتي سنتر              | قطب منار                     | 21 يونيو 2010        |
| 2                    | الخط الأصفر          | 1                    | 14.5                 | تشاتاربور                    | تشاتاربور                    | 26 اغسطس 2010        |
| 2                    | الخط الأصفر          | 9                    | 12.53                | قطب منار                     | الأمانة المركزية             | 3 سبتمبر 2010        |
| 3                    | خط أزرق              | 1                    | 15.07                | إندرابراستا                  | بنك يامونا                   | 10 مايو 2009         |
| 3                    | خط أزرق              | 10                   | 15.07                | بنك يامونا                   | نويدا سيتي سنتر              | 12 نوفمبر 2009       |
| 3                    | خط أزرق              | 2                    | 2.76                 | قطاع دواركا 9                | قطاع دواركا 21               | 30 أكتوبر 2010       |
| 4                    | فرع الخط الأزرق      | 6                    | 6.17                 | بنك يامونا                   | أناند فيهار                  | 27 يناير 2010        |
| 4                    | فرع الخط الأزرق      | 2                    | 2.57                 | أناند فيهار                  | فيشالي                       | 14 يوليو 2011        |
| 5                    | الخط الأخضر          | 14                   | 18.46                | إنديرلوك                     | موندكا                       | 2 ابريل 2010         |
| 5                    | الخط الأخضر          | 2                    | 18.46                | في أشوكا بارك                | كيرتي نجار                   | 27 اغسطس 2011        |
| 6                    | خط البنفسج           | 13                   | 13.6                 | الأمانة المركزية             | ساريتا فيهار                 | 3 أكتوبر 2010        |
| 6                    | خط البنفسج           | 3                    | 4.2                  | ساريتا فيهار                 | باداربور                     | 14 يناير 2011        |
| مطار                 | الخط البرتقالي       | 4                    | 22.70                | نيو دلهي                     | قطاع دواركا 21               | 23 فبراير 2011       |
| مطار                 | الخط البرتقالي       | 2                    | 22.70                | Dhaula Kuan & Delhi Aerocity | Dhaula Kuan & Delhi Aerocity | 15 اغسطس 2011        |
| مجموع                |                      | 86                   | 124.90               |                              |                              |                      |

الأزرق إلى نويدا والخط الأزرق إلى غازي أباد) في منطقة العاصمة الوطنية، خارج الحدود المادية لولاية دلهي، في ولايتي هاريانا وأتر برديش. في نهاية المرحلتين الأولى والثانية، أصبح الطول الإجمالي التراكمي للشبكة 189.90 كم (118.00 ميل) مع 151 محطة تعمل تدريجياً من 4 يونيو 2008 إلى 27 أغسطس 2011.

### المرحلة الثالثة
ركزت المرحلة الأولى (الخطوط الحمراء والأصفر والأزرق) والمرحلة الثانية (الخطوط الخضراء والبنفسجية والبرتقالية) على إضافة خطوط شعاعية جديدة لتوسيع الشبكة. لتقليل الازدحام وتحسين الاتصال، تتضمن المرحلة الثالثة 11 امتدادًا للخطوط الحالية بالإضافة إلى بناء خطين دائريين (الخط الوردي والأرجواني). تحتوي المرحلة الثالثة على 28 محطة تحت الأرض وخطين جديدين و 11 امتدادًا للطريق، بإجمالي 167.27 كم (103.94 ميل)، بتكلفة 350 مليار روبل (4.9 مليار دولار أمريكي). تحتوي المرحلة الثالثة على 3 خطوط جديدة في نظام مترو دلهي، والخط الوردي الذي يعمل على الطريق الدائري الداخلي (الخط 7)، وخط ماجينتا على الطريق الدائري الخارجي (الخط 8) والخط الرمادي الذي يربط دواركا ونجفجار (الخط 9).
بدأ العمل في المرحلة الثالثة في عام 2011، حيث كان عام 2016 هو الموعد النهائي المخطط له، تم استخدام أكثر من 20 آلة حفر نفق في وقت واحد لتسريع العمل، ومع ذلك، تم الانتهاء من العمل الفعلي للأصل في مارس 2019، (باستثناء فترة زمنية صغيرة بسبب لعدم توفر الأرض). في وقت لاحق، تمت إضافة بعض الامتدادات الصغيرة إلى مترو دلهي كجزء من مشروع المرحلة الثالثة، وبعضها لا يزال قيد الإنشاء. كان من المتوقع أن تكتمل المرحلة الثالثة بحلول نهاية عام 2020 ولكن تأخر البناء بسبب جائحة فيروس كورونا 2019–20.
افتتح رئيس الوزراء ناريندرا مودي كالكاجي ماندير إلى قسم حديقة نباتات من خط ماجنتا في عيد الميلاد عام 2017، مما يجعله أول خط مترو بدون سائق لمترو دلهي.
يبلغ عدد الركاب اليومي المتوقع للشبكة بأكملها لجميع المراحل، بعد الانتهاء من المرحلة الثالثة، 40 راكبًا. يتم استخدام نظام التحكم في القطار المعتمد على الاتصالات في قطارات المرحلة الثالثة والتي تمكن القطارات من العمل بسرعة 90 ثانية. مع وضع ذلك في الاعتبار والقيود الأخرى، غيرت شركة مترو دلهي للسكك الحديدية قرارها لبناء محطات 9 سيارات طويلة لخطوط جديدة وبدلاً من ذلك اختارت محطات أقصر يمكن أن تستوعب قطارات من 6 سيارات.

### حوادث البناء
في 19 أكتوبر 2008، انهارت جسر إطلاق وجزء من امتداد الخط الأزرق العلوي قيد الإنشاء في لاكسمي ناجار، شرق دلهي، وسقطت على المركبات المارة تحتها. كان العمال يستخدمون رافعة لرفع مساحة خرسانية تزن 400 طن من الجسر عندما انهارت القنطرة مع امتداد بطول 34 مترًا (112 قدمًا) من الجسر أعلى حافلة بلولين، مما أسفر عن مقتل السائق والعامل.
في 12 يوليو 2009، انهار جزء من الجسر أثناء إقامته في زامرودبور، بالقرب من شرق كايلاش، على ممر الأمانة العامة المركزية - باداربور. وقتل ستة اشخاص واصيب 15. في اليوم التالي، في 13 يوليو / تموز 2009، انهارت رافعة كانت تزيل الحطام، وبسبب تأثير دبوس البولينج، انهارت رافعتان قريبتان، مما أدى إلى إصابة ستة. في 22 يوليو 2009، قُتل عامل في محطة مترو أشوك بارك عندما سقطت عليه عارضة فولاذية. ولقي أكثر من مائة شخص، من بينهم 93 عاملًا، حتفهم منذ بدء العمل في المترو في عام 1998.
في 23 أبريل 2018، أصيب خمسة أشخاص بجروح عندما سقطت عارضة حديدية من الجزء المرتفع من هيكل سكة حديد مترو يجري تشييده عند تقاطع موهان ناجار في غازي أباد. كما تضررت سيارة وعربة يد ودراجة نارية في الحادث.

## شبكة الاتصال
يجري بناء مترو دلهي على مراحل. تتألف المرحلة الأولى من 58 محطة و65.0 كم (40.4 ميل) من طول المسار، منها 13.0 كم (8.1 ميل) تحت الأرض و52.1 كم (32.4 ميل) سطح أو مرتفع. كان افتتاح ممر دواركا - باراخامبا على الخط الأزرق إيذانًا بانتهاء المرحلة الأولى في أكتوبر 2006. تتكون المرحلة الثانية من الشبكة من 124.6 كم (77.4 ميل) من طول الطريق و85 محطة، وقد اكتملت بالكامل، مع افتتاح القسم الأول في يونيو 2008 وافتتح الخط الأخير في أغسطس 2011. تحتوي المرحلة الثالثة على 28 محطة تحت الأرض وخطين جديدين و11 امتدادًا للطريق، بإجمالي 167.27 كم (103.94 ميل)، بتكلفة 350 مليار دولار (4.9 مليار دولار أمريكي) وتاريخ الانتهاء المتوقع في منتصف عام 2019. من المقرر أن تكتمل المرحلة الرابعة (113.2 كم أو 70.3 ميل) بحلول عام 2024.

## خطوط

### الخط الأحمر (الخط 1)
كان الخط الأحمر هو الخط الأول للمترو الذي سيتم فتحه ويربط ريثالا في الغرب بشهيد ستال (نيو باص أدا) في الشرق، ويغطي مسافة 34.69 كيلومترًا (21.56 ميل). إنه مرتفع جزئيًا وجزئيًا في الصف ويعبر نهر يامونا بين محطتي بوابة كشمير وشاستري بارك. أدى افتتاح أول امتداد بين شهدارا وتيس هازاري في 24 ديسمبر 2002 إلى انهيار نظام التذاكر بسبب ازدحام الخط إلى أربعة أضعاف سعته من قبل المواطنين الحريصين على الركوب. تم افتتاح الأقسام اللاحقة من تيس هازاري - تريناغار (أعيدت تسميتها لاحقًا إنديرلوك) في 4 أكتوبر 2003، إنديرلوك - ريتالا في 31 مارس 2004، وشهدارا - حديقة دلشاد في 4 يونيو 2008. يحتوي الخط الأحمر على محطات تبادل، عند بوابة كشمير مع الخط الأصفر والخط البنفسجي، في إنديرلوك مع الخط الأخضر وفي نيتاجي سوبهاش مكان ومرحبا مع الخط الوردي. في المستقبل، سيكون للخط الأحمر تقاطع مع الخط الأزرق في موهان ناجار. ابتداءً من 24 نوفمبر 2013، تم في النهاية تشغيل ما مجموعه ستة قطارات على الخط الأحمر. في 8 مارس 2019، تم افتتاح تمديد الخط من حديقة دلشاد إلى شهيد شتال (الحافلة الجديدة) للجمهور.

### الخط الأصفر (الخط 2)
كان الخط الأصفر هو الخط الثاني في المترو وكان أول خط مترو أنفاق يتم افتتاحه في مترو دلهي. يمتد لمسافة 49 كيلومترًا (30 ميلًا) من الشمال إلى الجنوب ويربط ساميبور بادلي مع مركز مدينة HUDA في جورجاون. الأجزاء الشمالية والجنوبية من الخط مرتفعة، في حين أن الجزء المركزي الذي يمر عبر بعض أكثر الأجزاء ازدحامًا في دلهي يقع تحت الأرض. تم افتتاح أول قسم تحت الأرض من مترو دلهي بين فيشوا فيديالايا وبوابة كشمير في 20 ديسمبر 2004، وتم افتتاح الأقسام اللاحقة من بوابة كاشمير الأمانة المركزية في 3 يوليو 2005، وفيشوا فيديالايا - جاهانجيربوري في 4 فبراير 2009. يمتلك هذا الخط أيضًا ثاني أعمق محطة مترو في البلاد في شوري بازار، وتقع على بعد 25 متر (82 قدم) تحت مستوى سطح الأرض.
في 21 يونيو 2010، تم افتتاح امتداد إضافي من قطب منار إلى هدى سيتي سنتر، يعمل في البداية بشكل منفصل عن الخط الرئيسي. ومع ذلك، افتتحت محطة تشاتاربور على هذا الخط في 26 أغسطس 2010. نظرًا للتأخير في الحصول على الأرض لبناء المحطة، تم تشييدها باستخدام الهياكل الجاهزة في وقت قياسي يبلغ تسعة أشهر وهي المحطة الوحيدة في شبكة مترو دلهي التي سيتم إنشاؤها مصنوع بالكامل من الفولاذ. تم افتتاح حلقة الوصل بين الأمانة المركزية وقطب منار في 3 سبتمبر 2010.
في 10 نوفمبر 2015، تم تمديد الخط بشكل أكبر بين جهانجيربوري وساميبور بادلي في أوتر دلهي. تتوفر التقاطعات مع الخط الأحمر وبوابة كشمير محطة حافلات ماهارانا براتاب في بوابة كشمير، الخط الأزرق في راجيف تشوك، الخط البنفسجي في بوابة كشمير والسكرتارية المركزية، خط المطار السريع (البرتقالي) في نيودلهي، الخط الوردي في آزادبور ومحطة مترو، خط ماجنتا في هوز خاص، رابيد مترو جورجاون في سيكانداربور ومع شبكة السكك الحديدية الهندية فيتشاندني تشوك ونيودلهي.

### الخط الأزرق (الخط 3 والخط 4)

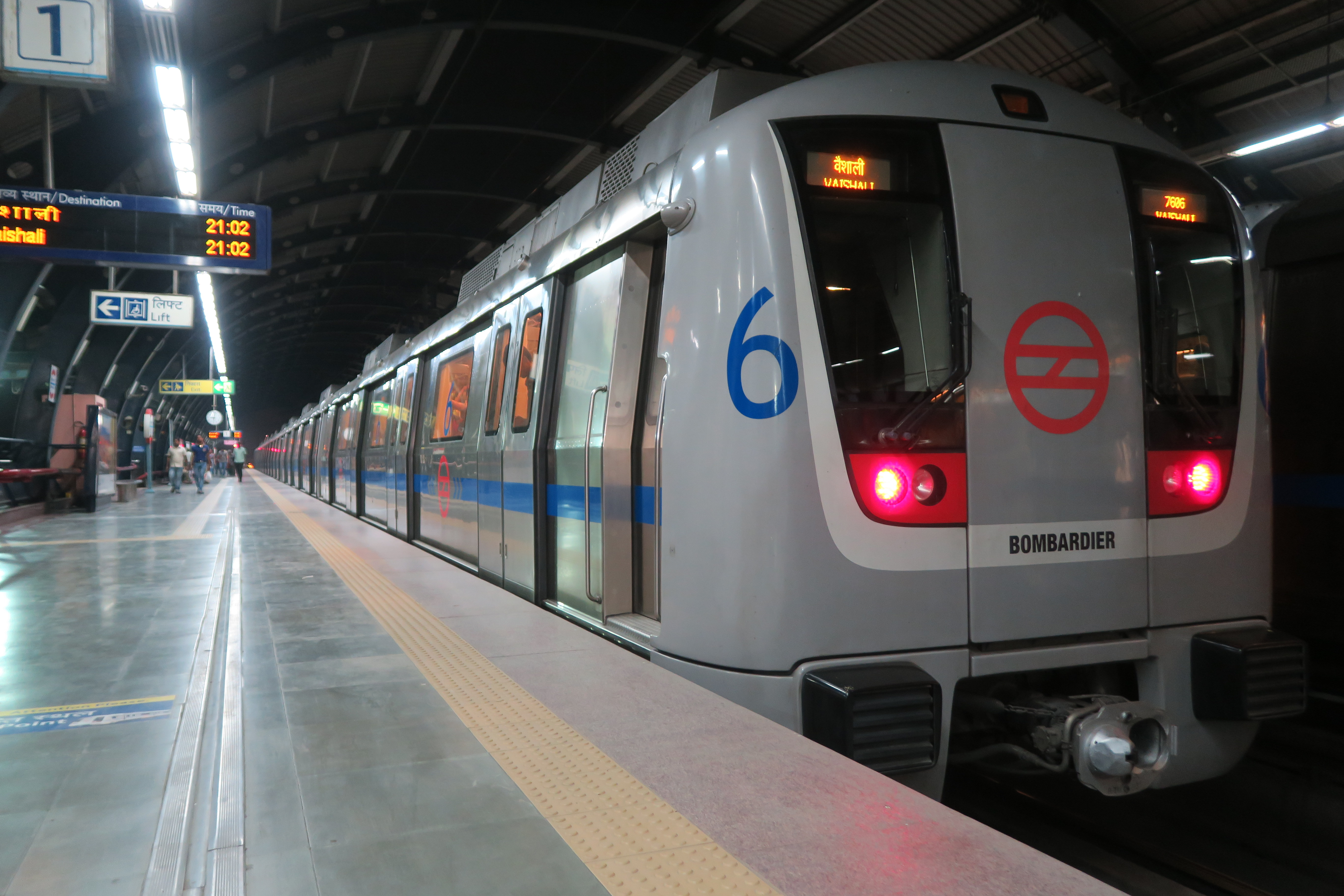
قطار الخط الازرق الجديد

الخط الأزرق هو الخط الثالث من المترو الذي تم افتتاحه والأول لربط المناطق خارج دلهي. مرتفع بشكل رئيسي وجزئي تحت الأرض  يربط مدينة دواركا الفرعية في الغرب مع مدينة نويدا في الشرق ويغطي مسافة 56.61 كيلومترًا (35.18 ميلًا).
وتم افتتاح القسم الأول من هذا الخط بين طريق دواركا وباراخامبا في يوم 31 ديسمبر 2005 وافتتحت الأقسام اللاحقة بين دواركا - قطاع دواركا 9 في 1 أبريل 2006 بطريق باراخامبا - إندرابراستا في 11 نوفمبر 2006 إندرابراثا - بنك يامونا في 10 مايو 2009 وبنك يامونا - نويدا سيتي سنتر في يوم 12 نوفمبر 2009 وقطاع دواركا 9 - قطاع دواركا 21 في يوم 30 أكتوبر 2010. يعبر هذا الخط نهر يامونا بين محطتي اندرابراستا ويامونا بنك و  وعنده جسر الهند الثاني الذي ييمر عبر الخطوط الرئيسية للسكك الحديدية الشمالية بالقرب من ميدان براغاتي.
تم افتتاح فرع من الخط الأزرق في 8 يناير 2010 وهو ينطلق من محطة بنك يامونا ويمتد لمسافة 6.25 كيلومتر (3.88 ميل) حتى أناند فيهار في شرق دلهي. تم تمديده حتى فيشالي الذي تم فتحه للجمهور في 14 يوليو 2011. تم افتتاح امتداد صغير بطول 2.76 كيلومتر (1.71 ميل) من قطاع دواركا 9 إلى قطاع دواركا 21 في 30 أكتوبر 2010.
ز في 9 مارس 2019 افتتح رئيس الوزراء ناريندرا مودي امتدادًا بطول 6.67 كيلومترًا للخط الممتد من مركز مدينة نويدا إلى مدينة نويدا الإلكترونية للجمهور. تتوفر التقاطعات مع محطة Noida من Aqua Line قطاع 51 (مترو Noida) في محطة Noida Sector 52،
والخط الأصفر في محطة راجيف تشاوك.
الخط الأخضر في كريتي ناجار وفيوليت لاين في ماندي هاوس.
والخط البرتقالي محطة مترو دلهي اكسبريس الخط في داواركا بالقطاع 21.
الخط الوردي في حديقة مايورومع شبكة السكك الحديدية الهندية ومحطة الحافلات بين الولايات (ISBT) في محطة أناند فيهار والتي تتصل بمحطة سكة حديد أناند فيهار وأناند فيهار ISBT. في المستقبل سيكون هناك تبادل مع الخط الأحمر في موهان ناجار.

### الخط الأخضر (الخط 5)

الخط الأخضر (مترو دلهي)

تم افتتاح الخط الأخضر (الخط 5) في عام 2010 وهو الخط الخامس لشبكة مترو دلهي والخط الأول في المقياس القياسي على عكس خطوط القياس العريضة السابقة. يمتد بين إندرلوك (محطة على الخط الأحمر) والعميد هوشبار سينغ بخط فرعي يربط بين محطة أشوك بارك الرئيسية للخط ومحطة كيرتي ناجار على الخط الأزرق. يمتد الخط المرتفع بالكامل الذي تم بناؤه كجزء من المرحلة الثانية من مترو دلهي وفي الغالب على طول طريق NH 10 المزدحم في غرب دلهي. يتكون الخط من 23 محطة بما في ذلك محطة التبادل التي تغطي إجمالي طول 29.64 كم (18.42 ميل). يحتوي هذا الخط أيضًا على أول مستودع صيانة قياسي في البلاد في موندكا.
تم فتح الخط على مرحلتين مع افتتاح قسم إندرلوك - موندكا بطول 15.1 كم (9.4 ميل) في 3 أبريل 2010 و 3.5 كم (2.2 ميل) كريتي نجار - خط فرع أشوك بارك الرئيسي في 27 أغسطس 2011. في 6 أغسطس 2012 في خطوة من شأنها تحسين التنقل في منطقة العاصمة الوطنية وافقت حكومة الاتحاد على تمديد مترو دلهي من موندكا إلى بهادورجاره في هاريانا ويمتد امتداد مترو 11.18 كم (6.95 ميل) على سبع محطات في منطقة موندكا الصناعية - غيفرا تيكري كالان - حدود تيكري - بانديت شري رام شارما مدينة بهادورجاره والعميد هوشيار سينغ بين موندكا وباهادورجاره. تم افتتاح هذا الامتداد في 24 يونيو 2018. تتوفر التبادلات مع الخط الأحمر في إندرلوك والخط الازرق في كريتي ناجار.

### الخط البنفسجي (الخط 6)
الخط البنفسجي هو الخط السادس من المترو الذي سيتم فتحه وثاني ممر قياسي بعد الخط الأخضر. يربط الخط الذي يبلغ طوله 47 كيلومترًا (29 ميلًا) رجا نهار سينغ في بالابجاره عبر فريداباد إلى بوابة كشمير في نيودلهي مع وجود 26 كم (16 ميل) في الأعلى والباقي تحت الأرض. تم افتتاح القسم الأول بين الأمانة المركزية وساريتا فيهار في 3 أكتوبر 2010 قبل ساعات فقط من حفل افتتاح دورة ألعاب الكومنولث 2010 ويربط استاد جواهر لال نهرو الذي كان مكانًا لحفلتي الافتتاح والختام للحدث. وتم الانتهاء منه في 41 شهرًا فقط ويشمل جسرًا بطول 100 متر (330 قدمًا) فوق الخطوط الرئيسية للسكك الحديدية الهندية وجسرًا بطول 167.5 مترًا (550 قدمًا) عبر جسر طريق تشغيلي ويربط العديد من المستشفيات والسياح مناطق الجذب السياحي ومنطقة صناعية رئيسية على طول طريقها. يتم تقديم الخدمات على فترات من 5 دقائق. ويوجد تقاطع مع الخط الأصفر في الأمانة المركزية من خلال بوابة متكاملة. في 14 يناير 2011 تم فتح الجزء المتبقي من ساريتا فيهار إلى باداربور للخدمة التجارية مضيفًا ثلاث محطات جديدة للشبكة وإعلان اكتمال الخط.
تم افتتاح القسم بين منزل ماندي والأمانة المركزية في 26 يونيو 2014. بعد ذلك تم افتتاح قسم بطول 971 مترًا بين ITO وماندي هاوس في 8 يونيو 2015. امتداد 14 كم (8.7 ميل) جنوبًا حتى Escorts Mujesar في فريداباد حيث تم تنصيبه من قبل رئيس الوزراء ناريندرا مودي في 6 سبتمبر 2015. ثم تم منح جميع محطات المترو التسعة في قسم Badarpur - Escorts Mujesar (Faridabad) من المرحلة 3 من مترو دلهي، أعلى تصنيف ممكن (البلاتين) للالتزام بمعايير المباني الخضراء من قبل المجلس الهندي للمباني الخضراء (IGBC) الذي لديه وضع آلية تصنيف لمحطات ومباني المترو على مقياس من البلاتين والذهبي والفضي وغيرها لاتباع مواصفات المباني الخضراء. تم منح الجوائز لهذه المحطات إلى مدير DMRC (مانجو سينغ) من قبل P C Jain وهو رئيس IGBC بحضور مديري DMRC وكبار المسؤولين في 10 سبتمبر 2015.
حاليًا يكون ممر فريداباد لخط مترو دلهي البنفسجي هو أطول ممر مترو خارج دلهي ويتألف من 11 محطة ويبلغ الطول الإجمالي للممر 17 كم (11 ميل). في 28 مايو 2017 حيث تم تحديد ممر بوابة كاشمير أي تو أوه (ITO - Kashmere Gate)لمترو دلهي رسميًا لخدمات الركاب من قبل وزير الاتحاد للتنمية الحضرية فانكياه نايدو (Venkaiah Naidu) ورئيس وزراء دلهي ارفيند كيجريوال (Arvind Kejriwal). هذا الجزء الذي يمتد تحت الأرض يعرف شعبيا بخط التراث. تتوفر التقاطعات مع الخط الأحمر في بوابة كاشمير (Kashmere Gate) والخط الاصفر (Yellow Line) في بوابة كاشمير (Kashmere Gate) والأمانة المركزية والخط الازرق في ماندي هاوس (Mandi House) والخط الوردي (Pink Line) في لاجبات ناجار (Lajpat Nagar) والخط الأرجواني (Magenta Line) في كالكاج ماندير (Kalkaji Mandir).

### ميتروليت
تمت الموافقة على خطين للميتروليت: بين كريتي نجار ودواركا أي سي سي (القطاع 25) وبين ناريلا وريتالا.

## معرض الصور

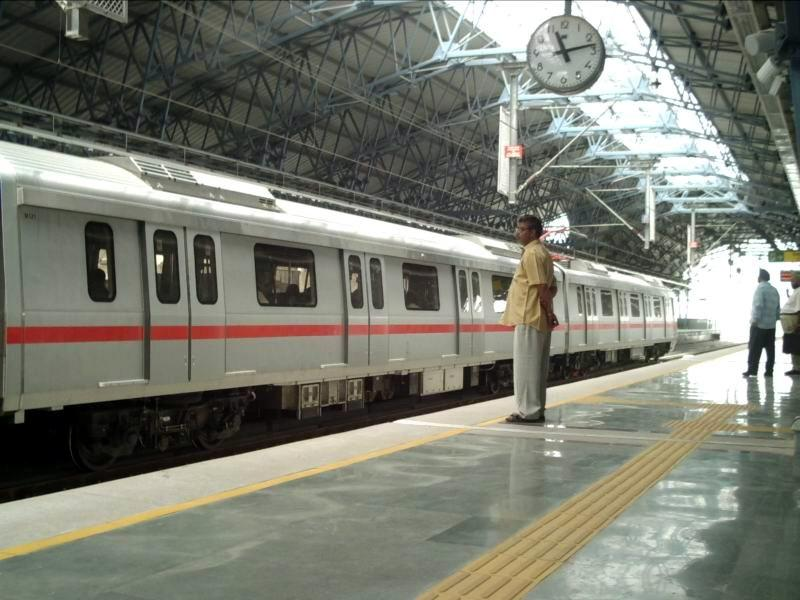
صورة لمترو دلهي - 2007
لوجو مترو دلهي
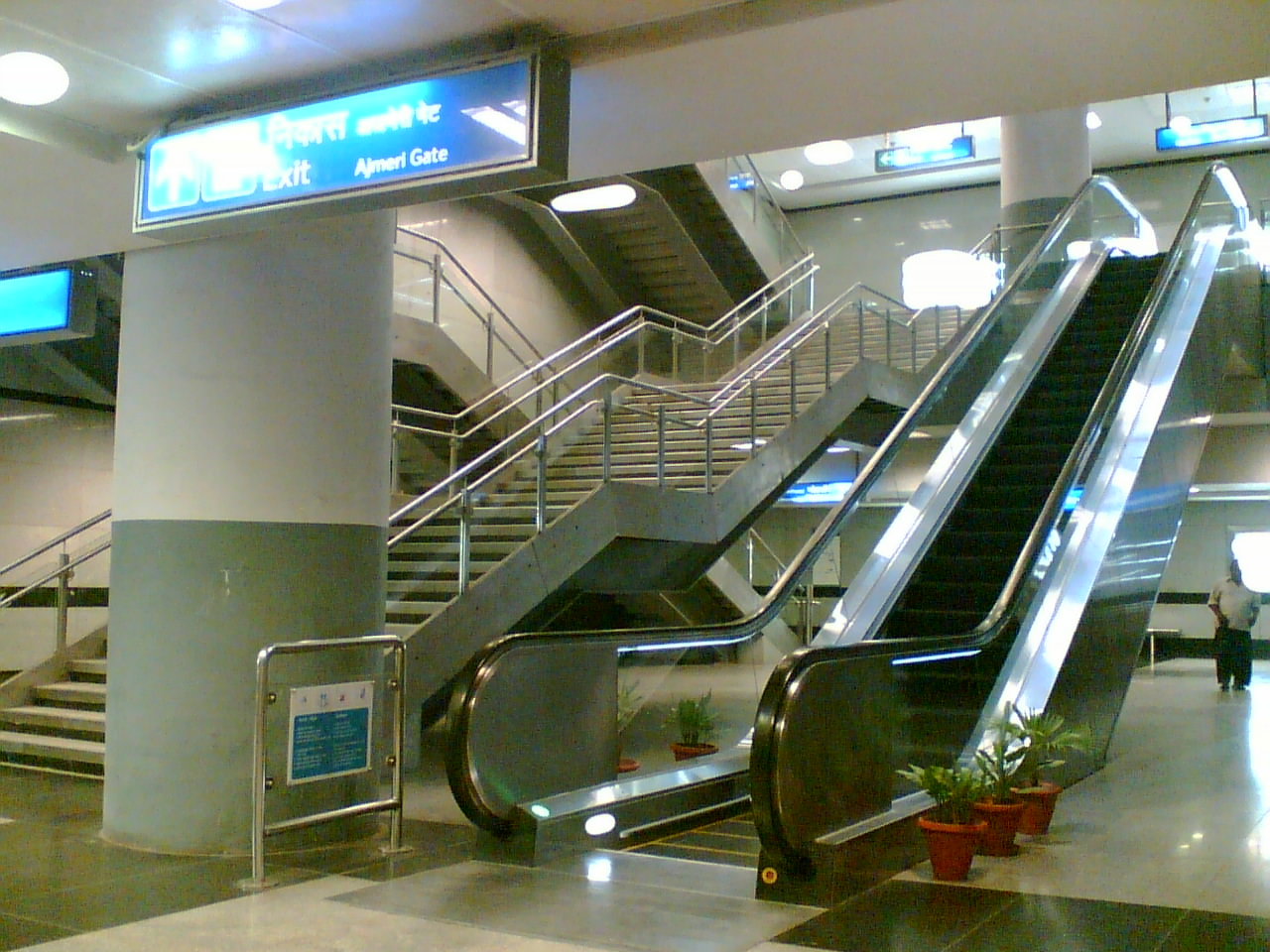
داخل محطة مترو نيو دلهي
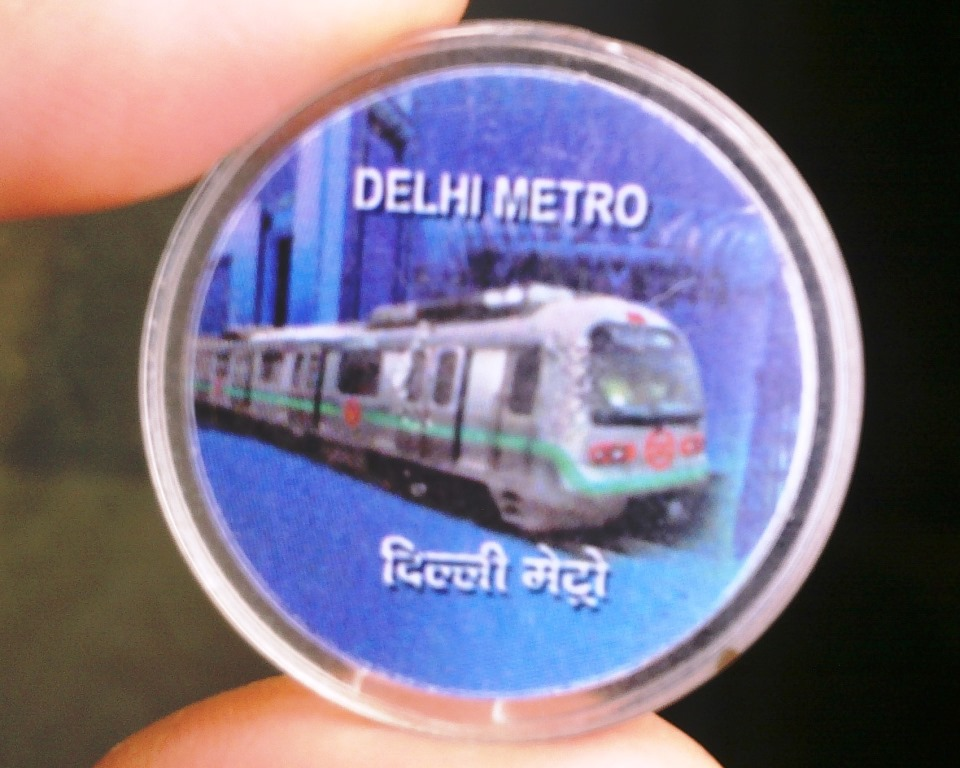
عملة رمزية لمترو دلهي
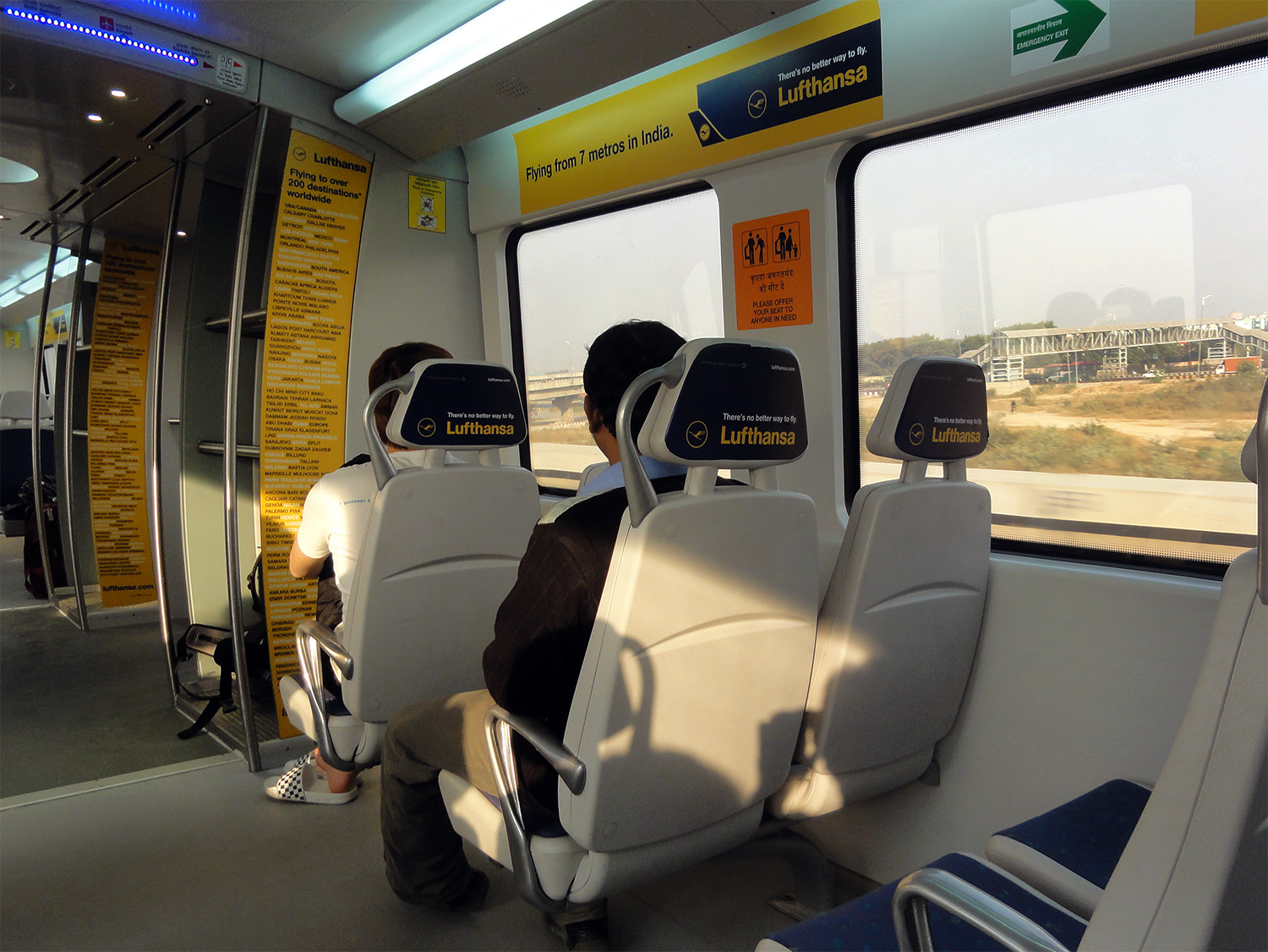
داخل قطار مترو مطار دلهي السريع
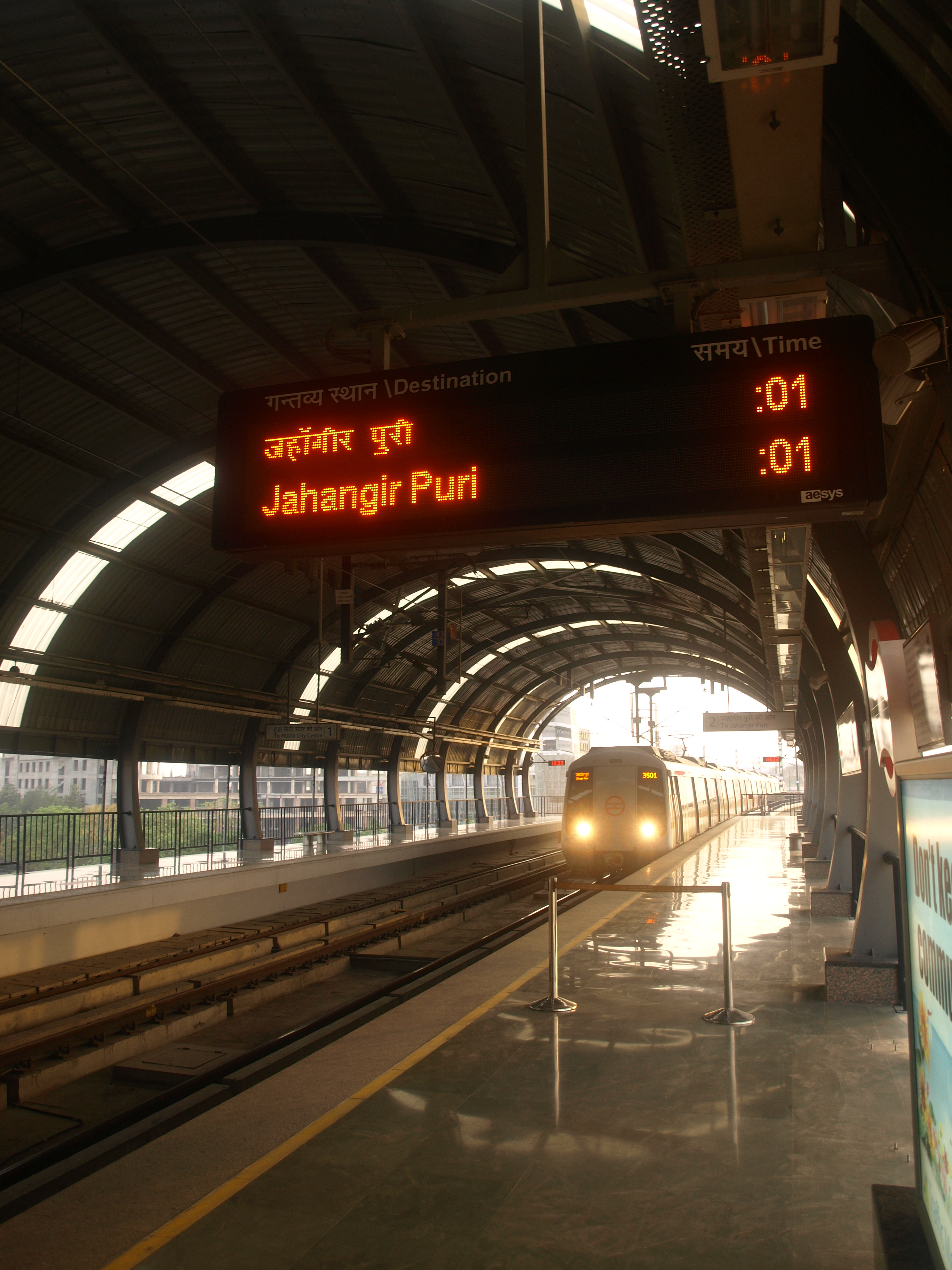
محطة نيو دلهي

## قراءات إضافية
- Rashmi Sadana (30 مايو – 2 يونيو 2012). "Metrocity Journal: Up, Up and Away". وول ستريت جورنال. مؤرشف من الأصل في 2017-12-03.
- Rashmi Sadana (13 نوفمبر 2010). "On the Delhi Metro: An Ethnographic View". Economic and Political Weekly. ج. 45 ع. 46: 77–83.
- G. S. Dhillon (29 يناير 2004). "Trenchless tunnelling". The Tribune. مؤرشف من الأصل في 2016-03-19.
- A dream revisited: an archival journey into the making of the Delhi Metro Rail. DMRC. 2003. OCLC:54073649.
- A journey to remember. DMRC. 2008. ص. 94. OCLC:300027063.